# Андрейчук Андрій Васильович
Андрій Васильович Андрейчук (нар. 17 лютого 2003, Небилів, Івано-Франківська область, Україна) — український футболіст, нападник футбольного клубу «Буковина».

## Життєпис

### Ігрова кар'єра
Вихованець ФК «Небилів», у футболці якого виступав в юнацьких змаганнях чемпіонату Івано-Франківської області. З 2017 по 2021 рік виступав у ДЮФЛУ за «Прикарпаття». На початку березня 2021 року переведений до дорослої команди «Прикарпаття». У футболці франківського клубу дебютував 12 березня 2021 року в нічийному (1:1) виїзному поєдинку Першої ліги України проти «Гірник-Спорту». Андрій вийшов на поле в стартовому складі та відіграв увесь матч.
На початку липня 2021 року вільним агентому перебрався до «Олександрії». У футболці «городян» дебютував 22 вересня 2021 року в переможному (3:1) виїзному поєдинку 1/16 фіналу кубку України проти сімферопольської «Таврії». Андрейчук вийшов на поле на 61-ій хвилині, замінивши Клаудіо Спінеллі. У Прем'єр-лізі України дебютував 30 липня 2023 року вийшовши на поле в другому таймі в переможному (1:0) домашньому поєдинку проти «Кривбасу».
В січні 2024 року на правах оренди поповнив склад чернівецької «Буковини». У літнє міжсезоння підписав повноцінний контракт із чернівецьким клубом, угода розрахована на два роки з можливістю продовження ще на один рік.

## Статистика
Станом на 1 липня 2025 року
| Сезон     | Команда       | Чемпіонат    | Чемпіонат | Чемпіонат | Кубок | Кубок | Кубок |
| Сезон     | Команда       | Змаг.        | Матчі     | Голи      | Змаг. | Матчі | Голи  |
| --------- | ------------- | ------------ | --------- | --------- | ----- | ----- | ----- |
| 2020—2021 | «Прикарпаття» | Перша ліга   | 6         | 0         | —     | —     | —     |
| 2021—2022 | «Олександрія» | Прем'єр-ліга | —         | —         | КУ    | 1     | 0     |
| 2023—2024 | «Олександрія» | Прем'єр-ліга | 9         | 0         | КУ    | 2     | 0     |
| 2023—2024 | «Буковина»    | Перша ліга   | 10        | 6         | —     | —     | —     |
| 2024—2025 | «Буковина»    | Перша ліга   | 18        | 1         | КУ    | 6     | 0     |

| «Олександрія U-19» (2021—2023) |       |                          |
| Турнір                         | Матчі | Кількість забитих м'ячів |
| Прем'єр-ліга (U-19)            | 46    | 9                        |